# Костас Лустас
Константинос (Костас, Костакис) Лустас (на гръцки: Κώστας Λούστας, Κωστάκης Λούστας, на английски: Kostas Loustas) е гръцки художник.

## Биография
Лустас е роден в 1933 година в Атина, но израства в южномакедонския град Лерин (Флорина), Гърция. Учи в Атинското училище за изящни изкуства при Янис Моралис и Михаил Томброс в 1953 - 1958 година. Учи и музика и се занимава и с поезия и литература. От 1958 година живее в Солун. Първата му изложба е в 1957 година в Лерин, а в 1961 госина, с помощта на поета Георгиос Вафопулос, прави първата си изложба в Солун, в сградата на Солунското християнско младежко братство. Международното признание идва през 60-те години на XX век с поредица от самостоятелни и групови изложби в Ню Йорк, които му печелят висока оценка. Сътрудничеството му през 70-те години с галерия „Интернационал“ в Ню Йорк затвърждава международния му престиж. Има множество самостоятелни и групови изложби в Атина, Солун и най-големите градове в Гърция, като редовно излага и в изложби в чужбина.
Лустас е художник с експресионистични тенденции с предпочитания към пейзажа и портрета, но включва и натюрморти, ежедневни предмети, музикални инструменти, морски пейзажи.
Умира в 2014 година.